# Zbigniew Haba
Zbigniew Tadeusz Haba (ur. 30 marca 1951 w Lubawce) – polski fizyk, dr hab. nauk fizycznych, profesor zwyczajny Instytutu Fizyki Teoretycznej Wydziału Fizyki i Astronomii Uniwersytetu Wrocławskiego.

## Życiorys
Obronił pracę doktorską (1976), następnie w 1984 r. uzyskał stopień doktora habilitowanego. 26 maja 1995 nadano mu tytuł profesora w zakresie nauk fizycznych. Piastuje funkcję profesora zwyczajnego w Instytucie Fizyki Teoretycznej na Wydziale Fizyki i Astronomii Uniwersytetu Wrocławskiego.